# Репантиньи (Квебек)
Репантиньи (фр. Repentigny) — город в провинции Квебек, Канада расположенный в региональном муниципалитете Асонсьон и административной области Ланодьер. Город является 12-м по величине в провинции Квебек по населению. Город является побратимом французских городов Бержерак в Перигоре и Эври в Иль-де-Франс.
Со 2 по 10 марта 2007 года, город принимал у себя 42-е Квебекские игры, крупнейшее спортивное событие в Квебеке.
Кроме того, город получил премию волонтёров Доллард-Морин в 2006 году. Эта награда присуждается в муниципалитетам в Квебеке каждый год. С сентября 2006 года, спортивный комплекс открыл свои двери. Это одна из крупнейших спортивных площадок в Квебеке. Комплекс изменил своё название с 2009 года, на спортивный комплекс Жиля Трамбле в честь бывшего игрока хоккейной команды Монреаль Канадиенс.
С его проектом Le Fouineur помощи академическим успехам, предлагаемых библиотекой, город выиграл главный приз в категории общественного развития в 2007 году.

## История
Основанный в 1670 году Жан-Батистом Ле Гардером, Репантиньи является одним из старейших городов в районе Большого Монреаля. Этимология названия Репантиньи, является * Repentiniacum, доменное имя галло-римского соединения, личное имя за которым следует суффикс ACUM.
В течение 250 лет, в городке жили сотни крестьян, которые занимались сельским хозяйством. В 1677 году, первая перепись показала только 30 жителей.
Первый муниципальный совет был образован в июле 1855 года. Бенджамин Моро стал первым мэром города.